# Taygetos
Taygetos (řecky Ταΰγετος, starořecky Táygetos, novořecky Taijetos) je pohoří v Řecku, které tvoří nejvyšší masiv poloostrova Peloponés. Nachází se mezi prefekturami Lakónie a Messénie a představuje klasický masiv středomořské horské krajiny, jenž se prezentuje divoce rozeklanými skalnatými vrcholy, hlubokými kaňony a pestrou vegetací. Nejvyšší hora je Profitis Ilias (2404 m).

## Charakteristika
Pohoří Tygetos je tvořeno téměř 100 km dlouhým hřebenem, jenž se táhne až k vodám Egejského moře. Jako drtivá většina řeckých horských masivů je i Taygetos tvořen vápencem, na několika místech prostoupený vulkanickými horninami. Na území pohoří se nachází nejdelší řecký kaňon Viros, který je dlouhý až 20 km. Středem hor prochází silnice spojující města Sparta a Kalamata. V nejvyšším bodě přechází přes silniční sedlo Lugada. V pohoří se nacházejí rozsáhlé borovicové lesy místy smíšené s jedlovými porosty. Jedná se zároveň o strategickou zásobárnu pitné vody pro široké okolí.

## Turismus
Lugada je ideálním výchozím bodem pro horské túry v západní části pohoří. Jediná horská chata pohoří Taygetos je chata Varvara, která je přístupná od vesnice Anavriti. Zde je také možnost napojit se na cestu vedoucí k nejvyšším vrcholu Profitis Ilias. Přechod celého hřebene masivu není značen turistickou značkou, přesto je jeho přechod možný, avšak se jedná o náročnou vysokohorskou túru určenou horolezcům, nebo zkušeným turistům.